# Repoblem
Repoblem és un moviment social català amb l'objectiu de revifar el territori en via de despoblament dels micropobles de Catalunya. Es dirigeix a persones «amb ganes d’omplir de vida els pobles i pobles amb ganes d’omplir-se de gent». Col·labora amb l'Associació de micropobles de Catalunya.
Aquest moviment s'inscriu en la sèrie de reaccions contra la pandèmia de la covid que va despertar un interès sobtat per viure en llocs més tranquils sense l'estrès urbà de fressa, de trànsit i d'aire contaminat. Palesa que un grup creixent vol retornar als seus orígens, a la terra. A les petites viles rurals hi falta gent, per servir les personi i per mantenir el patrimoni arquitectural i natural. També manquen cases que els propietaris vulguin llogar o vendre als que arribin amb ganes de repoblar. La iniciativa vol actuar per trencar el cercle viciós del fet que des que un poble perd població, perd serveis i comerços i ningú hi vol anar a viure.